# Christen in Not

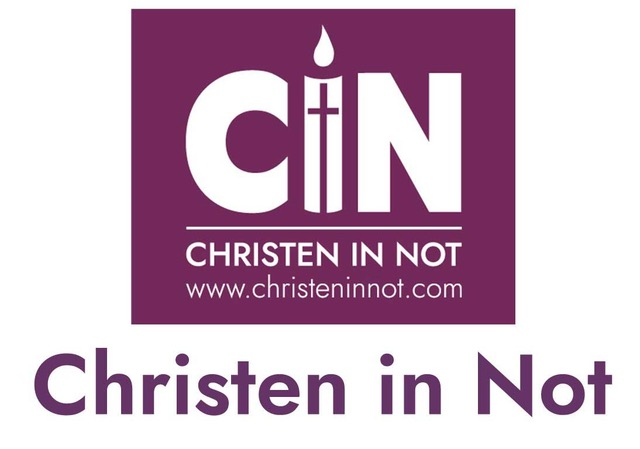
Logo der Hilfsorganisation Christen in Not

Christen in Not ist eine ökumenische Hilfsorganisation mit Sitz in Wien und setzt sich für Menschen ein, die um ihres Glaubens willen verfolgt werden. Im Fokus stehen dabei Christinnen und Christen, die ihren Glauben nicht frei leben können. Weltweit werden verschiedene Projekte unterstützt, vor allem in kleinen Gemeinden und Dörfern, wo kaum andere Hilfe hinkommt.
Als ökumenische Hilfsorganisation ist sie auch als Beobachterin Teil des Ökumenischen Rates der Kirchen in Österreich (ÖRKÖ) und Mitglied des Vereins Coalition of Faith-Based Organizations Austria. Christen in Not nannte sich bis 2019 Christian Solidarity International-Österreich (kurz: CSI-Österreich).

## Projekte
In der Vergangenheit wurden z. B. Familien von Blasphemieopfern in Pakistan unterstützt, im Irak vertriebenen Christen geholfen eine neue Existenz aufzubauen und Waisenhäuser für Kinder, deren Eltern ermordet wurden, in Nigeria und Syrien betreut.
Neben der Unterstützung und Betreuung von verschiedenen Projekten macht Christen in Not mit Protestaktionen und Initiativen auf das Leid von Christen aufmerksam, z. B. durch Petitionen, Beiträge in Medien, die Zeitschrift CiN-aktiv, den Kreuzweg für verfolgte Glaubensgeschwister und die Organisation des Weltgebetstages.

## Organisation
Aktuell ist Elmar Kuhn Generalsekretär und Martin Morawetz sein Stellvertreter. Zum Vorstand gehören (Stand Juni 2023, in alphabetischer Reihenfolge) der syrisch-orthodoxe Chorbischof Emanuel Aydin, der serbisch-orthodoxe Bischof Andrej Cilerdzic, Rupert Corazza, der rumänisch-orthodoxe Bischofsvikar Nicolae Dura, Christoph Krebs, der altkatholische Altbischof Heinz Lederleitner, Christine Mann, Georg Pulling, Martin Rothgangel, der römisch-katholische Bischof Alois Schwarz, Leopold Wimmer und Robert Zichtl.